# Mistrovství světa v ledním hokeji žen do 18 let 2009
Mistrovství světa v ledním hokeji žen do 18 let 2009 se konalo od 5. do 10. ledna 2009 v německém městě Füssen. Zlaté medaile obhájil výběr USA, který ve finále porazil Kanadu 3:2 v prodloužení.

## Hrací formát turnaje
8 účastníků turnaje bylo rozděleno do dvou skupin, kde se střetli systémem každý s každým. První dva týmy z každé skupiny postoupily do playoff. Týmy na třetích a čtvrtých místech sehrály vyřazovací zápasy o umístění. Tým, který skončil na posledním místě sestoupil.

## Skupiny

### Skupina A
|    | Tým     | Z | V | VP | PP | P | VG | IG | B |
| -- | ------- | - | - | -- | -- | - | -- | -- | - |
| 1. | USA     | 3 | 3 | 0  | 0  | 0 | 37 | 2  | 9 |
| 2. | Švédsko | 3 | 2 | 0  | 0  | 1 | 16 | 11 | 6 |
| 3. | Rusko   | 3 | 1 | 0  | 0  | 2 | 6  | 25 | 3 |
| 4. | Německo | 3 | 0 | 0  | 0  | 3 | 3  | 24 | 0 |

Zápasy
| 5. ledna 2009 | USA | 17:0 (9:0, 4:0, 4:0) | Rusko |  |  |

| 5. ledna 2009 | Švédsko | 8:1 (1:1, 1:0, 6:0) | Německo |  |  |

| 6. ledna 2009 | Švédsko | 6:1 (1:1, 3:0, 2:0) | Rusko |  |  |

| 6. ledna 2009 | Německo | 0:11 (0:4, 0:5, 0:2) | USA |  |  |

| 7. ledna 2009 | USA | 9:2 (3:0, 2:1, 4:1) | Švédsko |  |  |

| 7. ledna 2009 | Rusko | 5:2 (1:0, 1:0, 3:2) | Německo |  |  |

### Skupina B
|    | Tým       | Z | V | VP | PP | P | VG | IG | B |
| -- | --------- | - | - | -- | -- | - | -- | -- | - |
| 1. | Kanada    | 3 | 3 | 0  | 0  | 0 | 37 | 2  | 9 |
| 2. | Česko     | 3 | 1 | 0  | 1  | 1 | 16 | 11 | 4 |
| 3. | Švýcarsko | 3 | 1 | 0  | 0  | 2 | 6  | 25 | 3 |
| 4. | Finsko    | 3 | 0 | 1  | 0  | 2 | 3  | 24 | 2 |

Zápasy
| 5. ledna 2009 | Česko | 1:2 SN (1:1, 0:0, 0:0 - 0:0) | Finsko |  |  |

| 5. ledna 2009 | Kanada | 16:1 (4:1, 6:1, 6:0) | Švýcarsko |  |  |

| 6. ledna 2009 | Česko | 7:3 (2:1, 1:0, 4:2) | Švýcarsko |  |  |

| 6. ledna 2009 | Finsko | 0:6 (0:1, 0:3, 0:2) | Kanada |  |  |

| 7. ledna 2009 | Švýcarsko | 4:3 (0:1, 4:2, 0:0) | Finsko |  |  |

| 7. ledna 2009 | Kanada | 13:0 (3:0, 4:0, 6:0) | Česko |  |  |

## O umístění
| 9. ledna 2009 | Švýcarsko | 1:2 SN (0:0, 1:1, 0:0 - 0:0) | Německo |  |  |

| 9. ledna 2009 | Rusko | 1:2 v pr. (1:0, 0:1, 0:0 - 0:1) | Finsko |  |  |

### O 7. místo
| 10. ledna 2009 | Švýcarsko | 2:3 SN (1:2, 1:0, 0:0 - 0:0) | Rusko |  |  |

### O 5. místo
| 10. ledna 2009 | Německo | 1:2 (1:0, 0:1, 0:1) | Finsko |  |  |

## Playoff

### Semifinále
| 9. ledna 2009 | Kanada | 6:1 (0:0, 3:1, 3:0) | Švédsko |  |  |

| 9. ledna 2009 | USA | 18:0 (8:0, 6:0, 4:0) | Česko |  |  |

### O 3. místo
| 10. ledna 2009 | Švédsko | 9:1 (4:0, 3:0, 2:1) | Česko |  |  |

### Finále
| 10. ledna 2009 | USA | 3:2 v pr. (1:0, 1:1, 0:1 - 1:0) | Kanada |  |  |

## Konečné umístění
|                  | Tým       |
| ---------------- | --------- |
| Zlatá medaile    | USA       |
| Stříbrná medaile | Kanada    |
| Bronzová medaile | Švédsko   |
| 4.               | Česko     |
| 5.               | Finsko    |
| 6.               | Německo   |
| 7.               | Rusko     |
| 8.               | Švýcarsko |

 Švýcarsko sestoupilo do 1. divize na Mistrovství světa v ledním hokeji žen do 18 let 2010.

## 1.divize
Turnaj 1.divize se odehrál ve francouzském městě Chambéry od 28. prosince 2008 do 2. ledna 2009
|    | Tým       | Z | V | VP | PP | P | VG | IG | B  |
| -- | --------- | - | - | -- | -- | - | -- | -- | -- |
| 1. | Japonsko  | 4 | 4 | 0  | 0  | 0 | 18 | 5  | 12 |
| 2. | Francie   | 4 | 2 | 1  | 0  | 1 | 9  | 7  | 8  |
| 3. | Slovensko | 4 | 2 | 0  | 1  | 1 | 11 | 14 | 7  |
| 4. | Rakousko  | 4 | 1 | 0  | 0  | 3 | 8  | 13 | 3  |
| 5. | Norsko    | 4 | 0 | 0  | 0  | 4 | 9  | 16 | 0  |

 Japonsko postoupilo do elitní skupiny na Mistrovství světa v ledním hokeji žen do 18 let 2010.